# Bandvögel

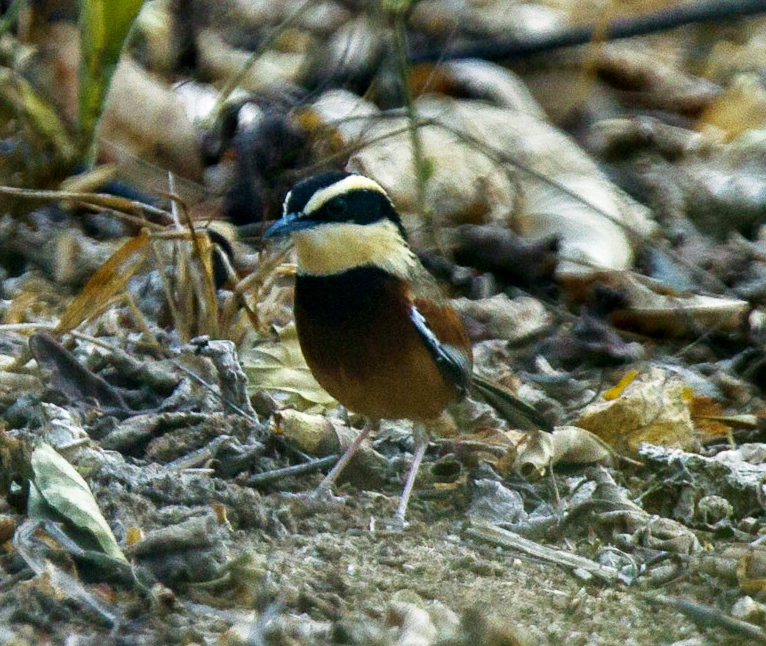
Schmuckbandvogel (Melanopareia elegans) in Ecuador

Die Bandvögel (Melanopareia) sind eine südamerikanische  Gattung der Schreivögel. Sie stellen seit 2009 die einzige Gattung in der neu eingerichteten Familie Melanopareiidae.

## Merkmale
Es handelt sich um kleine bis mittelgroße Bodenbewohner von 13–16 cm Größe und einem Gewicht zwischen 16 und 23 g. Besonders auffällig ist das der Gattung namensgebende dunkle Band auf der Brust. Insgesamt besitzen die Vögel ein kontrastreiches Gefieder, das braun, schwarz und rotbraun gemustert ist. Die Arten weisen keinen offensichtlichen Geschlechtsdimorphismus auf. Die allgemeine Gestalt (gedrungener Körper, kurze, runde Flügel, lange Beine und lange, kräftig Zehen) teilen die Bandvögeln mit ihren näheren Verwandten, wie den Bürzelstelzern.
Bändervögel halten sich meist am Boden auf, wo sie sich durch trockenes Gebüsch huschend auf Nahrungssuche machen. Über die Nahrung der Vogel ist allerdings bisher wenig bekannt.

## Verbreitung
Olivscheitel-Bandvogel (Melanopareia maximiliani) und Rotnacken-Bandvogel (Melanopareia torquata) haben ein recht großes Verbreitungsgebiet, dass sich über Zentral- und Süd-Brasilien, Bolivien, Paraguay und Nord-Argentinien erstreckt. Die anderen drei Arten habe recht kleine Verbreitungsgebiete in Peru, Bolivien und Ecuador.

## Systematik
Die Bandvögel wurden lange als Teil der Familie der Bürzelstelzer (Rhinocryptidae) gesehen. Neuere Untersuchungen haben aber gezeigt, dass sie mit diesen nicht besonders nahe verwandt sind. Stattdessen nehmen die Bandvögel innerhalb der tracheophonen Schreivögel vom „Töpfervogeltyp“ (Furnariida) eine basale Stellung ein, d. h. sie sind die Schwestergruppe aller anderen Vögel dieses Typs (Töpfervögel, Ameisenvögel etc.).

### Arten
- Olivscheitel-Bandvogel (Melanopareia maximiliani)
- Rotnacken-Bandvogel (Melanopareia torquata)
- Doppelbandvogel (Melanopareia bitorquata) (neuerdings von M. torquata als eigene Art abgetrennt)
- Schmuckbandvogel (Melanopareia elegans)
- Weißflügel-Bandvogel (Melanopareia maranonica)